# Marc Mas Costa
Marc Mas Costa (Sils, Gerona, 1 de junio de 1990), más conocido futbolísticamente como Marc Mas, es un futbolista español que juega como delantero en el Linares Deportivo de la Segunda B España.

## Trayectoria
Nacido en Sils, Gerona, Marc Mas se formaría en la cantera del Girona FC antes de ingresar en el RCD Espanyol con el que debutaría en el filial de Segunda División B en 2009. La siguiente temporada fue cedido a la Unió Deportiva Cassà de Tercera División.
Más tarde, jugaría en las filas del Club de Fútbol Badalona y UE Llagostera donde marcaría 5 goles en el conjunto dirigido por Oriol Alsina.
En verano de 2012, se incorpora a la UE Figueres con el que anota 12 goles durante la primera vuelta de la temporada en Tercera División.
En enero de 2013 firma por el UE Sant Andreu de Segunda División B para suplir la baja de David Prats por lesión de larga duración.
En la campaña 2013-14, Mas firmó en el Betis Deportivo Balompié de Tercera División con el que lograría el ascenso a la Segunda División B.
Durante la temporada 2014-15, juega la primera vuelta en el conjunto alcarreño del Club Deportivo Guadalajara. En enero de 2015 regresa al Club de Fútbol Badalona para jugar en el Grupo III de la Segunda División B.
En verano de 2016, firma con Unió Esportiva Olot de Tercera División con el que lograría el ascenso a la  Segunda División B al término de la primera temporada.  Más tarde, el delantero continuaría durante dos temporadas más en las que marcaría 48 goles en total. 
El 24 de julio de 2019, se marcharía al extranjero por primera vez en su carrera para firmar un contrato de dos años con el club sueco  del GIF Sundsvall. En su primera temporada en la Allsvenskan no pudo evitar el descenso a la Superettan (2ª División) tras finalizar en penúltima posición de la competición. 

## Clubes
| Club                          | País   | Años             |
| ----------------------------- | ------ | ---------------- |
| RCD Espanyol B                | España | 2009             |
| Unió Deportiva Cassà (cedido) | España | 2009-2010        |
| UE Llagostera                 | España | 2010-2011        |
| Club de Fútbol Badalona       | España | 2011             |
| UE Llagostera                 | España | 2011-2012        |
| UE Figueres                   | España | 2012-2013        |
| Unió Esportiva Sant Andreu    | España | 2013             |
| Betis Deportivo Balompié      | España | 2013-2014        |
| Club Deportivo Guadalajara    | España | 2014-2015        |
| Club de Fútbol Badalona       | España | 2015             |
| Club de Futbol Peralada       | España | 2015-2016        |
| Unió Esportiva Olot           | España | 2016-2019        |
| GIF Sundsvall                 | Suecia | 2019-2020        |
| Linares Deportivo             | España | 2020-2021        |
| C.F. La Nucía                 | España | 2021- Actualidad |